# Réserve écologique de Lac-à-la-Tortue
 (avril 2023).
La réserve écologique de Lac-à-la-Tortue est située à Shawinigan. La réserve écologique protège une tourbière ombrotrophe caractéristique de la région des basses-terres du Saint-Laurent.

## Géographie
La réserve de 5,66 km2 est située à Shawinigan près du village de Lac-à-la-Tortue, d'où elle tient son nom. Elle englobe une partie de la tourbière du Lac-à-la-Tortue, de 54 km2.
La réserve comprend deux écosystèmes, soit un bog uniforme sans mares et un bog non structuré avec mares.

## Histoire
La réserve a été créée par un décret ministériel le 27 mai 1992.

## Flore
La bog uniforme sans mares comprend une arbustaie à éricacées et sphaignes, une prairie à carex et sphaignes, ainsi qu'une forêt ouverte de mélèze laricin et de bouleau gris qui côtoient les éricacées et aux sphaignes.
La partie centrale comprend des mares de tailles variables et profondes. Entre les mares, se développe une forêt ouverte d'Épinette noire et de Mélèze laricin, accompagnés d'éricacées et de sphaignes, avec une arbustaie de kalmia à feuilles étroites et de cassandre caliculé.
On y rencontre trois plantes rares au Québec, soit la platanthère à gorge frangée, l'utriculaire à scapes géminés (en) et le xyris des montagnes (en).

« La sarracénie pourpre est la plus extraordinaire plante de notre flore, et le principal ornement de nos tourbières. »

— Frère Marie-Victorin, Flore laurentienne, 1935, p. 243.

Quelques plantes observées dans la tourbière du Lac-à-la-Tortue
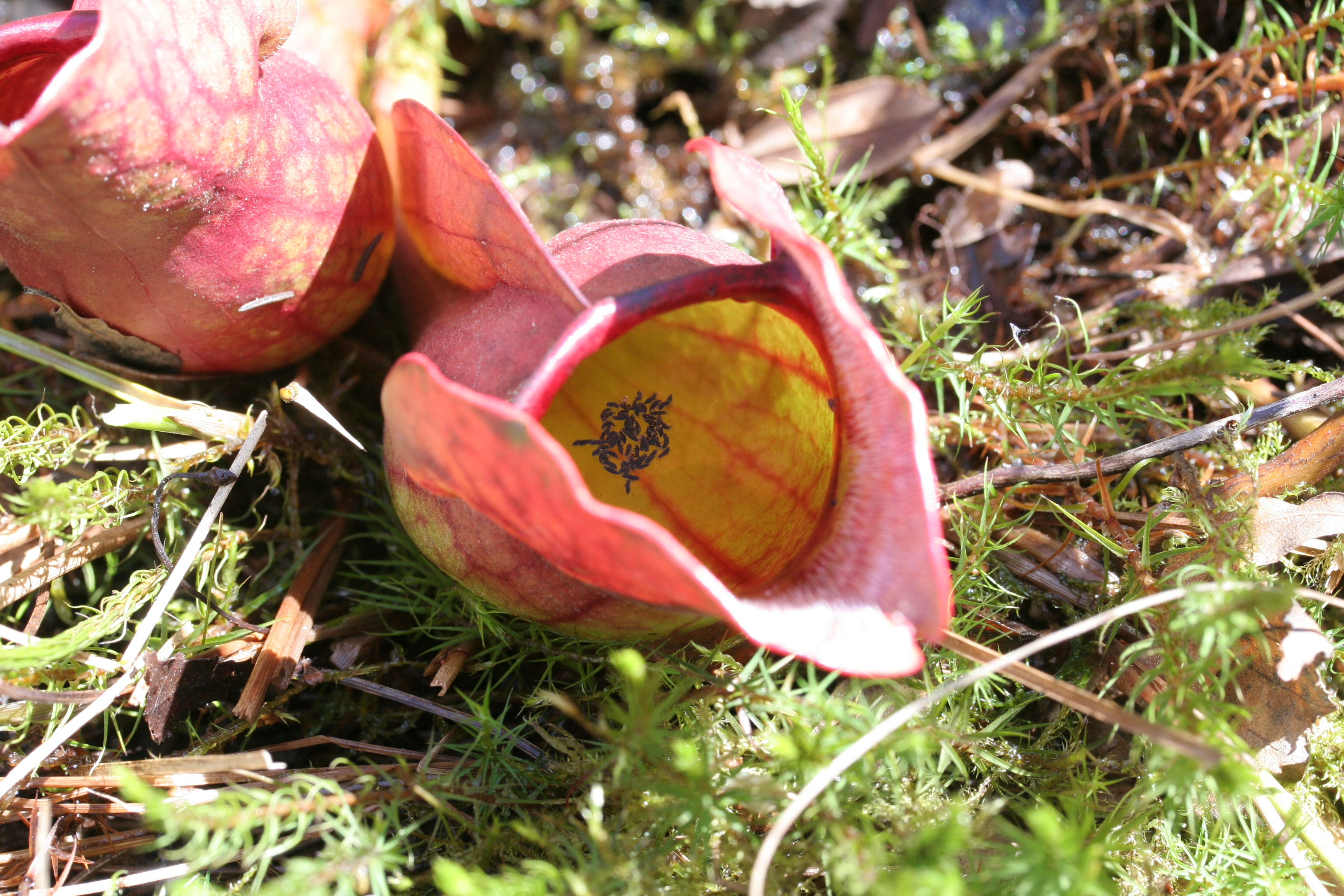
Sarracenia purpurea Linné. — Sarracénie pourpre.
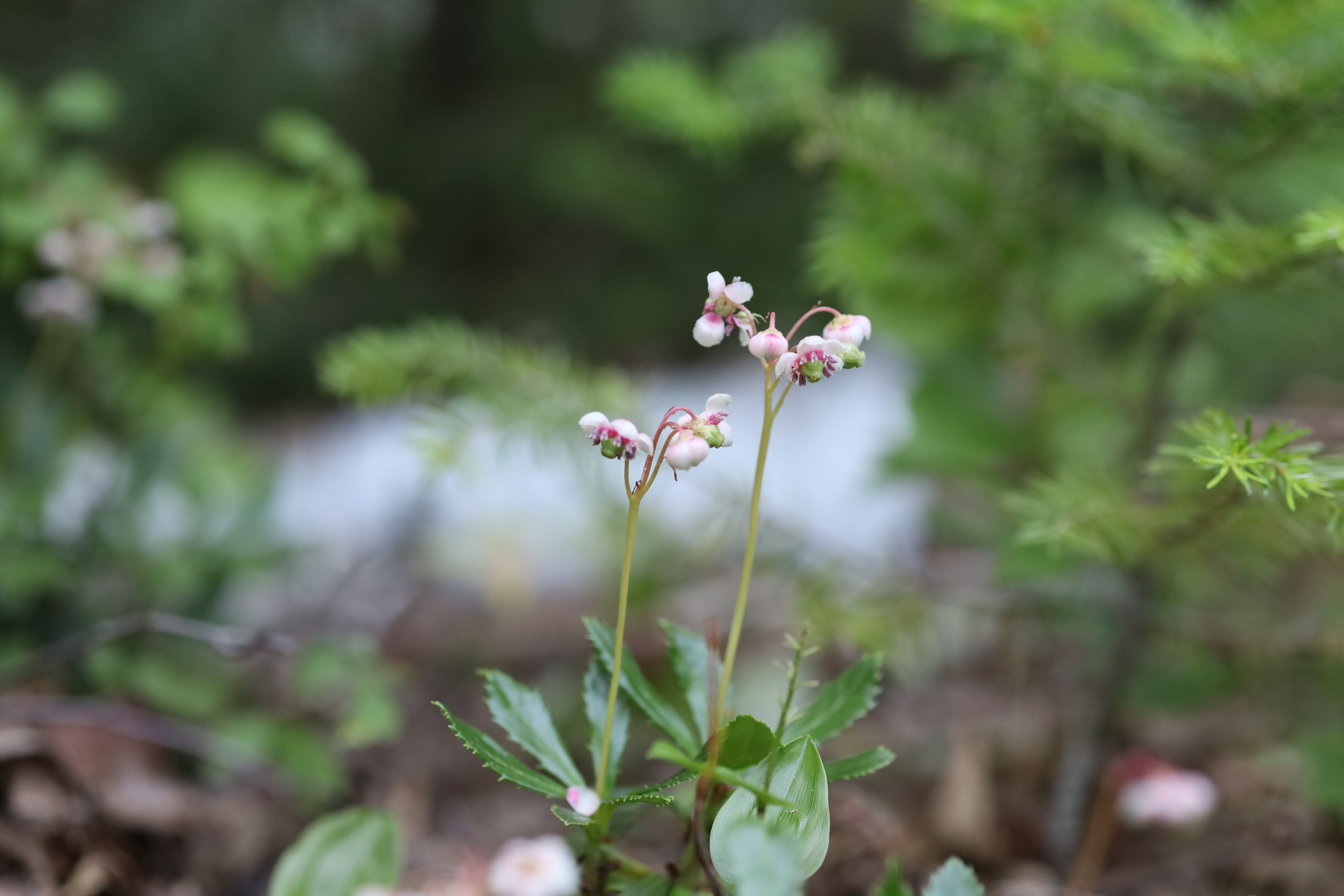
Chimaphila umbellata (Linné) Barton. — Chimaphile à ombelles.
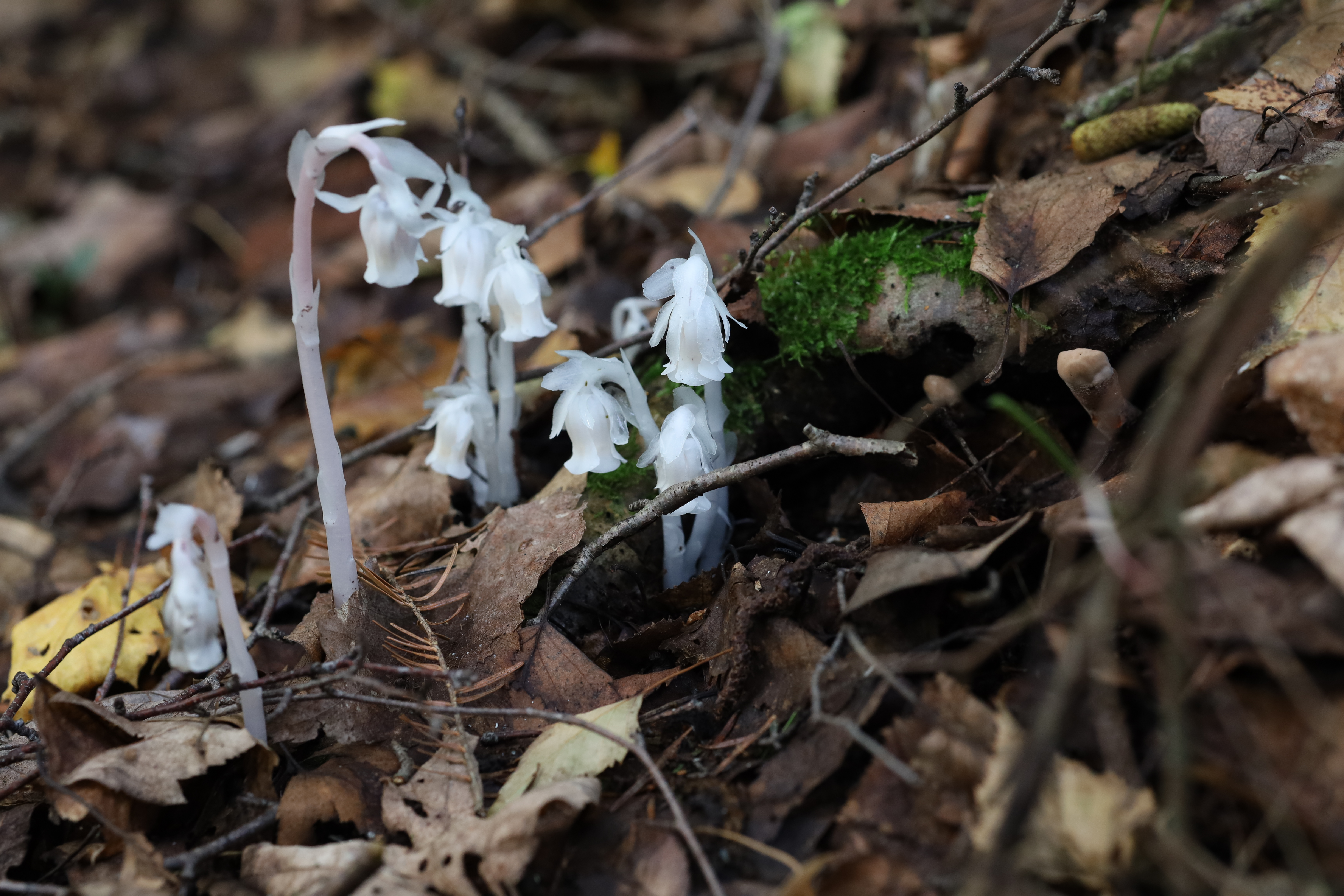
Monotropa uniflora Linné. — Monotrope uniflore.
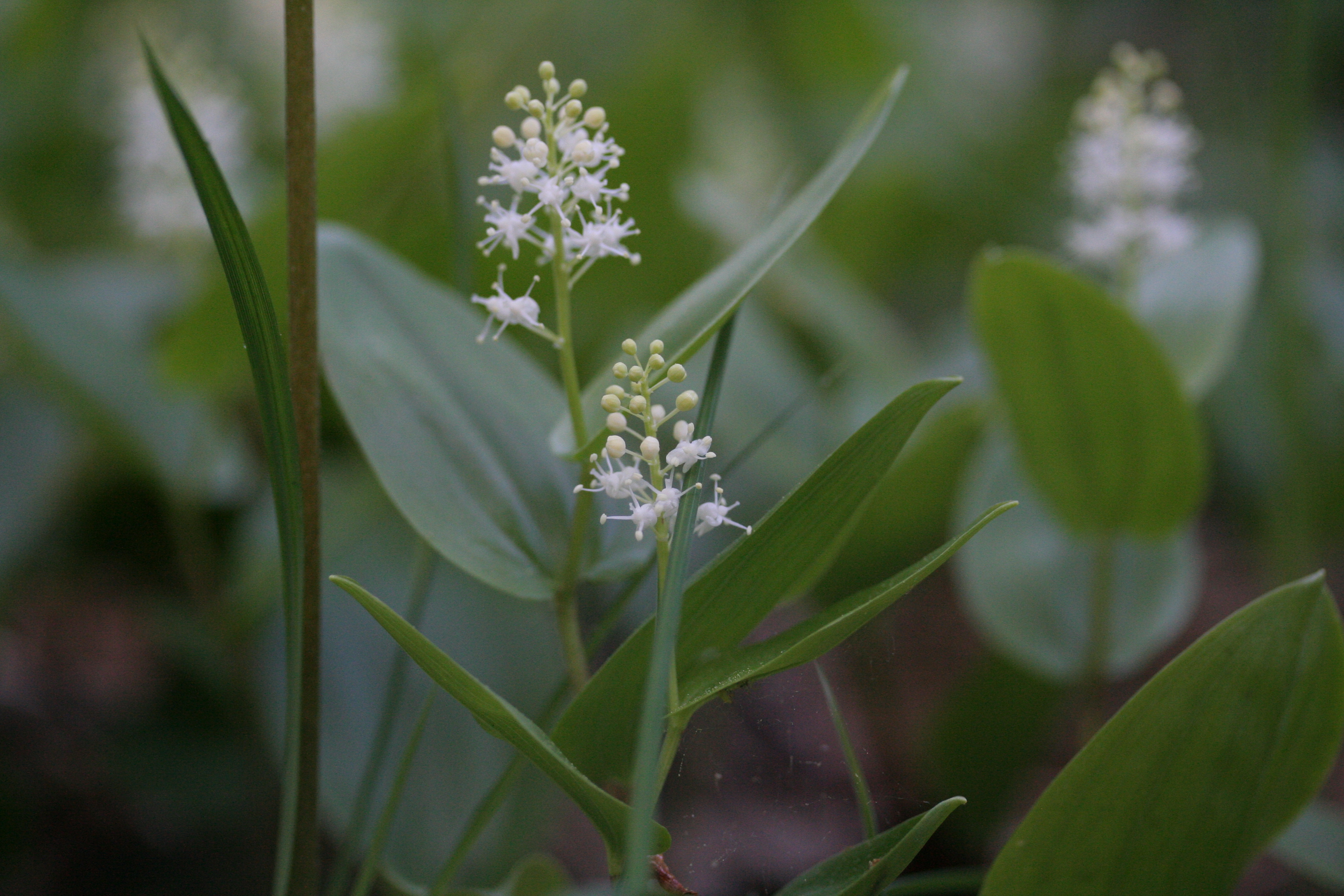
Maianthemum canadense Desfontaines. — Maïanthème du Canada.
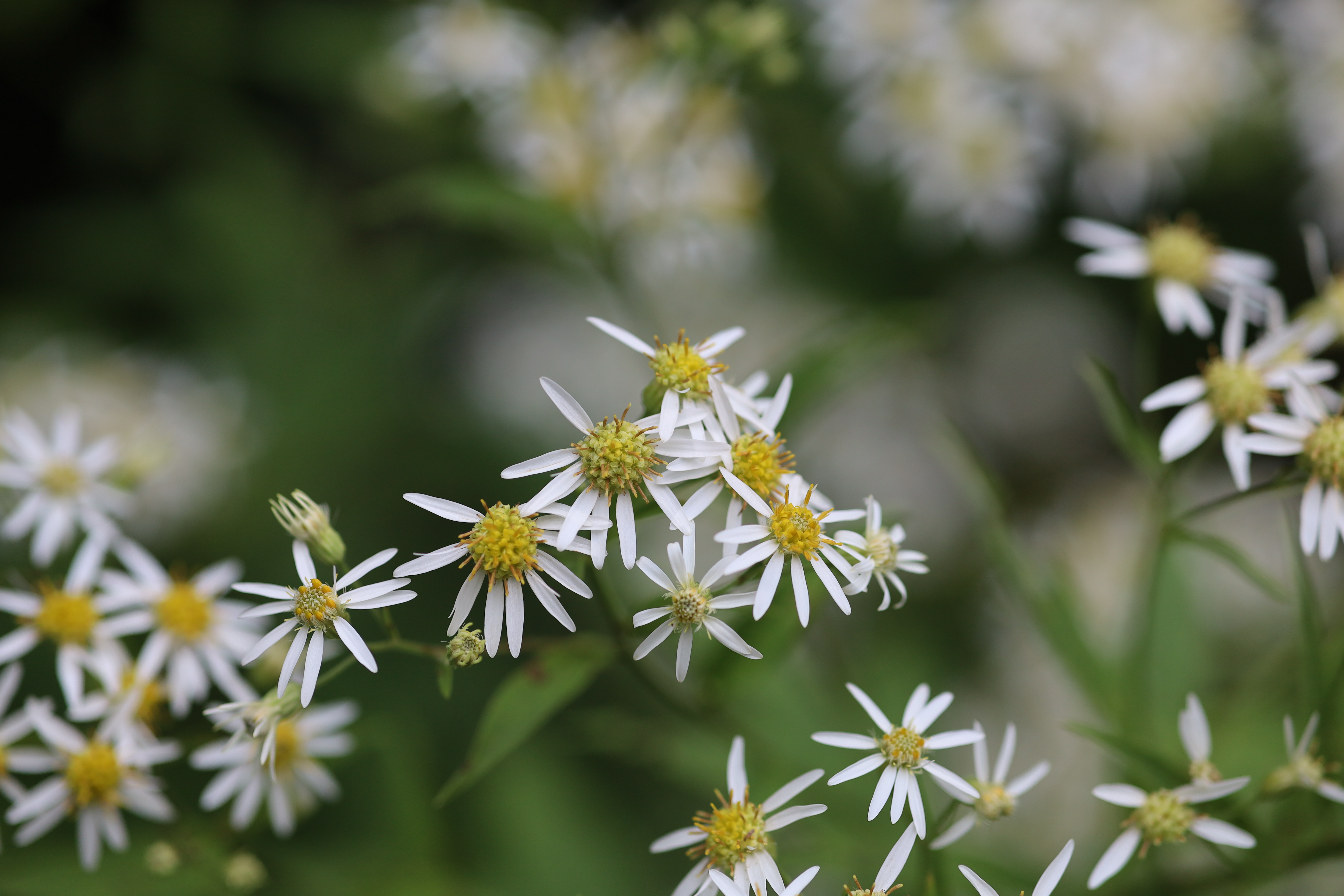
Aster umbellatus Miller. ― Aster à ombelles.
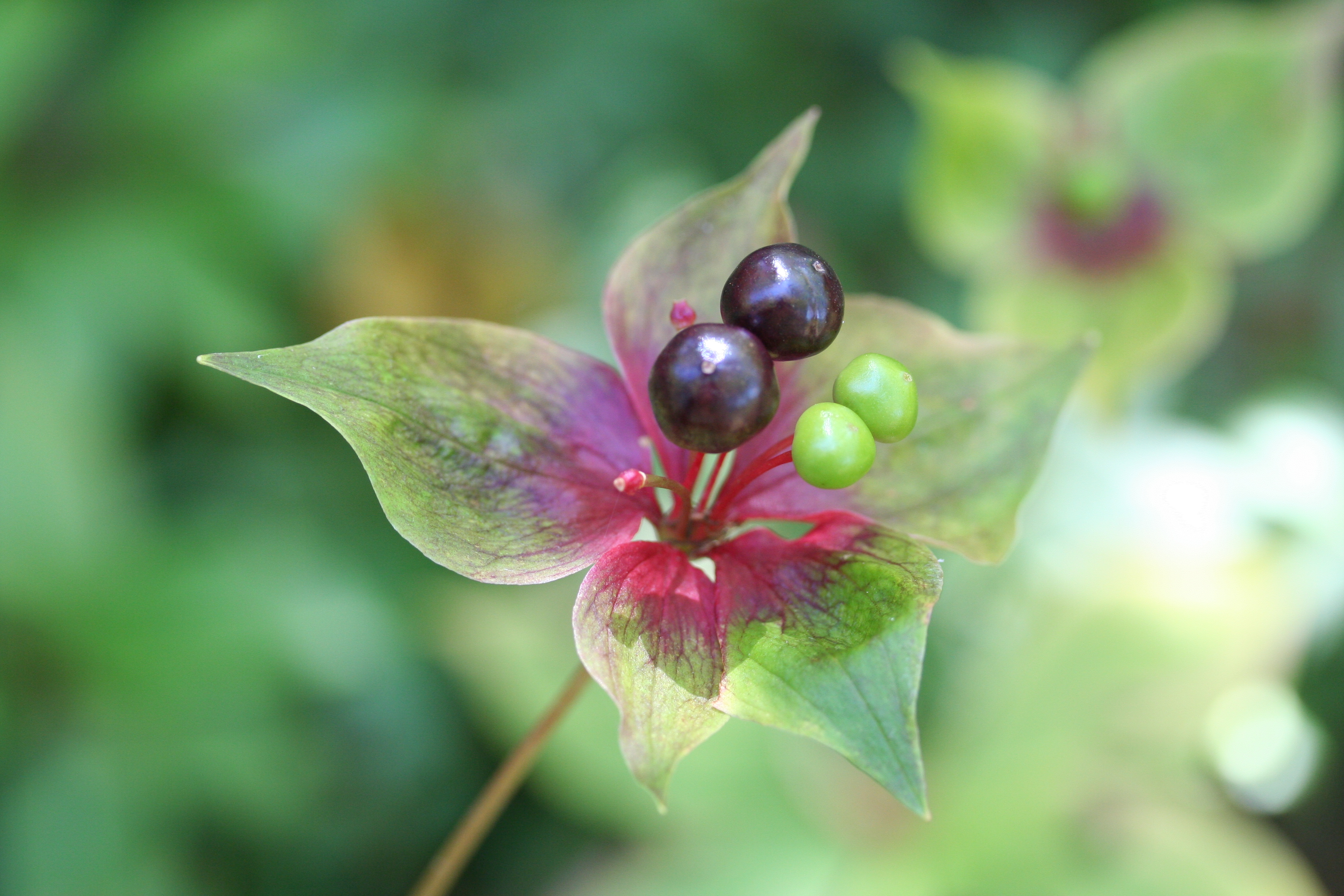
Medeola virginiana Linné. — Médéole de Virginie.
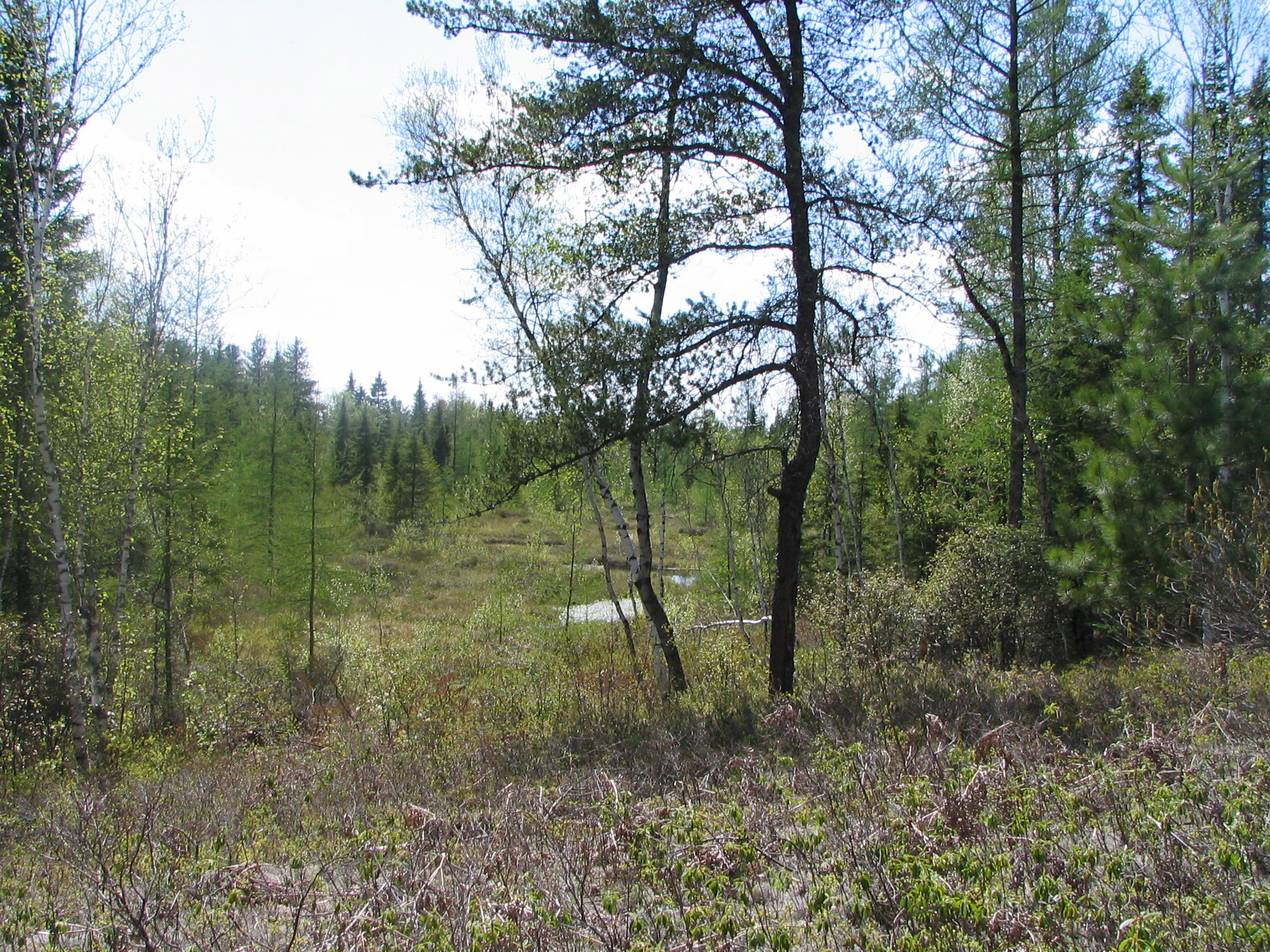
Tourbière du Lac-à-la-Tortue, Saint-Narcisse